# Xã Mazon, Quận Grundy, Illinois
Xã Mazon (tiếng Anh: Mazon Township) là một xã thuộc quận Grundy, tiểu bang Illinois, Hoa Kỳ. Năm 2010, dân số của xã này là 1.487 người.